# Formamid
Formamid nebo methanamid je amid odvozený od kyseliny mravenčí, lze jej také považovat za aldehyd kyseliny karbamové. Je to čirá kapalina mísitelná s vodou, se zápachem podobným jako u amoniaku. Je výchozí surovinou ve výrobě sulfonamidů a ostatních léčiv, pesticidů a kyseliny kyanovodíkové. Používá se ke změkčování papíru. Rozpouští mnoho iontových sloučenin, pryskyřic a plastifikátorů.
Formamid se při teplotě 180 °C částečně rozkládá na oxid uhelnatý a amoniak, přičemž také vznikají malá množství kyanovodíku a vody. Za přítomnosti kyseliny v pevném skupenství jako katalyzátoru vzniká více HCN:
nízká teplota: HC(O)NH2 → CO + NH3
vysoká teplota, katalyzováno kyselinou: HC(O)NH2 → HCN + H2O

## Výroba

### V minulosti
Dříve se formamid vyráběl reakcí kyseliny mravenčí s amoniakem, čímž vznikal mravenčan amonný, který se poté zahřátím přeměnil na formamid:
HCOOH + NH3 → HCOONH4
HCOONH4 → HCONH2 + H2O

### Moderní výroba
Současná průmyslová výroba formamidu se skládá z jediné reakce, karbonylace amoniaku:
CO + NH3 → HCONH2
Formamid může být vyroben rovněž dvoustupňovým procesem zahrnujícím amonolýzu mravenčanu methylnatého, který se získá z oxidu uhelnatého a methanolu:
CO + CH3OH → HCOOCH3
HCO2CH3 + NH3 → HC(O)NH2 + CH3OH

### Ostatní
Formamid lze též získat aminolýzou mravenčanu ethylnatého:
HCOOCH2CH3 + NH3 → HCONH2 + CH3CH2OH

## Použití
Formamid se používá na výrobu kyanovodíku a jako rozpouštědlo při zpracovávání nejrůznějších polymerů jako je například polyakrylonitril.

### Laboratorní a ostatní využití
Formamid je složkou ochranných směsí používaných při kryokonzervaci tkání a orgánů.
Tato látka se také používá jako stabilizér RNA v gelové elektroforéze, kde má za úkol deionizovat RNA. V kapilární elektroforéze se používá ke stabilizaci (jednotlivých) vláken denaturované DNA.
Další využití nachází jako přísada v sol-gelových roztocích, kde zabraňuje prasknutí během spékání.
Čistý formamid se používá jako alternativní rozpouštědlo pro elektrostatické samouspořádávání polymertových nanofilmů.
Formamid je rovněž používán na přímou přípravu primárních aminů z ketonů přes jejich N-formylderiváty Leuckartovou reakcí.

## Vznik života
Bylo zjištěno, že formamid zahřátý na 130 °C se v přítomnosti ultrafialového záření přeměňuje na guanin. S formamidem jako základním stavebním kamenem počítají některé hypotézy vzniku života.

## Bezpečnost
Formamid je mírně dráždivý pro oči, kůži a sliznice. Vdechnutí většího množství par této látky vyžaduje lékařské ošetření. Má také teratogenní účinky. U formamidu byla prokázána hematotoxicita pro zvířata, tato látka je nebezpečná při delší expozici vdechnutím, pozřením a absorpcí skrz kůži. Nikdy by s ním nemělo být manipulováno bez odpovídajících ochranných pomůcek jako jsou rukavice a ochranné brýle.